# Наумовский, Васко
Васко Наумовский (макед. Васко Наумовски; родился в 1980 году в Скопье, Македония) — македонский дипломат и политик, бывший вице-премьер Республики Македонии с 2009 по 2011 год.

## Образование
Васко Наумовский окончил юридический факультет им. Юстиниана I Университета в Скопье по специальности „Международное право“. Степень магистра получил в Рейнском университете им. Фридриха Вильгельма в Бонне, Германия. Кроме того, он получил степень магистра на юридическом факультете Юстиниана I в Скопье по теме интеграции Республики Македонии в ЕС. В 2008 году там же защитил докторскую диссертацию.

## Карьера
Работал стажёром в македонском парламенте (2000-2002) и в
Генеральном секретариате Европейской народной партии в Брюсселе (2004 год). Затем с 2004 по 2005 год — аналитик в министерстве юстиции Македонии. С 2005 по 2009 год был доцентом Университета Нью-Йорка в Скопье.
10 июля 2009 года назначен вице-премьером Республики Македонии ответственным за европейскую интеграцию в правительстве Николы Груевского.
Представляет Республику Македония в переговорах с Грецией о решении спора об именовании Македонии для последующего вступления Македонии в Европейский союз и НАТО.